# 波茨維爾 (特拉華州)
波茨維爾（英語：Portsville）是位於美國特拉華州蘇塞克斯縣的一個非建制地區。

## 地理
波茨維爾的座標為38°33′43″N 75°37′48″W / 38.56194°N 75.63000°W，而該地的平均海拔高度為4米（即13英尺）。
此區內的一座池塘稱塔索克池（Tussock pond），面積8.6英畝。